# Arutz Sheva
Arutz Sheva (en hébreu : ערוץ שבע, littéralement « chaîne sept ») est un réseau des médias israéliens identifié au sionisme religieux et au mouvement des colons en Israël. Ces médias s'adressent au public juif orthodoxe.
Arutz Sheva offre des nouvelles en ligne en anglais, hébreu, français, espagnol et russe.

## Histoire
Le directeur financier de la radio Arutz Sheva, Ya'akov Katz, est un colon et un des fondateurs du mouvement Gush Emounim (mouvement politique d'extrême droite qui milite en faveur de la colonisation des territoires palestiniens). Après l'interdiction de la station de radio Arutz Sheva, Y. Katz a occupé des fonctions de direction dans les entreprises qui gèrent l'activité en ligne d'Arutz Sheva.
Arutz Sheva a un «chef spirituel» : le rabbin Zalman Baruch Melamed, fondateur de la colonie de Beit El ; le rabbin Melamed est aussi « membre du conseil d'administration des sociétés israéliennes qui contrôlent Arutz Sheva».
Elle propose des podcasts ou balados gratuits, des directs de radio en flux, une lettre d'information quotidienne, de la diffusion en flux vidéo et de l'actualité texte mis à jour 24h/24.
Arutz Sheva se considère comme un contrepoids à la « pensée négative et les attitudes des post-sionistes »